# Marlierea ensiformis
Marlierea ensiformis är en myrtenväxtart som beskrevs av Mcvaugh. Marlierea ensiformis ingår i släktet Marlierea och familjen myrtenväxter. Inga underarter finns listade i Catalogue of Life.